# Harold Wolpe
Harold Wolpe, född 14 januari 1926, död 19 januari 1996, var en sydafrikansk advokat, sociolog, politisk ekonom, kommunist och anti-apartheidaktivist.
Wolpe tog 1949 en B.A.-examen i socialt arbete vid University of the Witwatersrand och 1952 en juristexamen (LL.B.). Under studenttiden var han aktiv inom National Union of South African Students och han var senare medlem av det då olagliga Sydafrikanska kommunistpartiet, som bildades 1953. Wolpe var en var många aktivister som satt arresterade under delar av året 1960, efter att undantagstillstånd hade förklarats efter Sharpevillemassakern.
1963 fängslades Wolpe åter, men flydde och bodde därefter exil i Storbritannien till 1990 tillsammans med sin fru och deras barn. Han växlade från juridisk verksamhet till akademisk verksamhet inom sociologi och samhällsteori. Han var universitetslektor i sociologi vid University of Essex mellan 1972 och 1990. När han flyttade tillbaka till Sydafrika blev han chef för utbildningspolitiska enheten vid University of the Western Cape i Kapstaden. Han dog av en plötslig hjärtattack 1996.